# Lamentatio sanctae matris ecclesiae Constantinopolitanae
 (septembre 2023).
La mise en forme du texte ne suit pas les recommandations de Wikipédia : il faut le « wikifier ».
Les points d'amélioration suivants sont les cas les plus fréquents. Le détail des points à revoir est peut-être précisé sur la page de discussion.
- Les titres sont pré-formatés par le logiciel. Ils ne sont ni en capitales, ni en gras.
- Le texte ne doit pas être écrit en capitales (les noms de famille non plus), ni en gras, ni en italique, ni en « petit »…
- Le gras n'est utilisé que pour surligner le titre de l'article dans l'introduction, une seule fois.
- L'italique est rarement utilisé : mots en langue étrangère, titres d'œuvres, noms de bateaux, etc.
- Les citations ne sont pas en italique mais en corps de texte normal. Elles sont entourées par des guillemets français : « et ».
- Les listes à puces sont à éviter, des paragraphes rédigés étant largement préférés. Les tableaux sont à réserver à la présentation de données structurées (résultats, etc.).
- Les appels de note de bas de page (petits chiffres en exposant, introduits par l'outil «  Source ») sont à placer entre la fin de phrase et le point final[comme ça].
- Les liens internes (vers d'autres articles de Wikipédia) sont à choisir avec parcimonie. Créez des liens vers des articles approfondissant le sujet. Les termes génériques sans rapport avec le sujet sont à éviter, ainsi que les répétitions de liens vers un même terme.
- Les liens externes sont à placer uniquement dans une section « Liens externes », à la fin de l'article. Ces liens sont à choisir avec parcimonie suivant les règles définies. Si un lien sert de source à l'article, son insertion dans le texte est à faire par les notes de bas de page.
- La présentation des références doit suivre les conventions bibliographiques. Il est recommandé d'utiliser les modèles {{Ouvrage}}, {{Chapitre}}, {{Article}}, {{Lien web}} et/ou {{Bibliographie}}. Le mode d'édition visuel peut mettre en forme automatiquement les références.
- Insérer une infobox (cadre d'informations à droite) n'est pas obligatoire pour parachever la mise en page.

Pour une aide détaillée, merci de consulter Aide:Wikification.
Si vous pensez que ces points ont été résolus, vous pouvez retirer ce bandeau et améliorer la mise en forme d'un autre article.
Lamentatio sanctae matris ecclesiae Constantinopolitanae (« Lamentation de la Sainte Église Mère de Constantinople ») est un motet de Guillaume Dufay, compositeur de la Renaissance . Il y lamente la chute de Constantinople face aux Ottomans en 1453. Du fait qu'il porte sur l'Empire byzantin, il arrive qu'il soit rattaché à d'autres œuvres de Dufay - Vasilissa ergo gaude, Apostolus gloriosus et Balsamus et munda cera -, comme faisant partie de ses « motets byzantins ».

## Contexte historique
Ce motet appartient probablement à une série de quatre Lamentations sur la chute de Constantinople, composées par Dufay, et mentionnées pour la première fois dans une des lettres qu'il compose à Piero et Giovanni de Médicis. Elle aurait été écrite le 22 février 1454, bien que l'année exacte ne soit pas précisée dans le texte. La partition musicale, les paroles de la Chanson française et celles du Cantus firmus en latin, sont trouvables dans deux sources manuscrites contemporaines : le Codex 2794 (fols. 34v-36r) de la Biblioteca Riccardiana de Florence, et MS 871N (fols. 150v-151r) dans Mont Cassin.
Il aurait été composé en vue de la « fête du Faisan », un événement politique imposant mêlé d'un banquet, organisé par Philippe le Bon de Bourgogne à Lille, le 17 février 1454. Son objectif était alors d'y répandre un sentiment de croisade, pour reprendre Constantinople. On ignore cependant si ce motet y a été interprété. Certains comptes-rendus d'époque, à propos du banquet (notamment les Mémoires d'Olivier de la Marche ou les Chroniques de Mathieu d'Escouchy ), nomment et décrivent en détail certaines des compositions musicales qui y ont été interprété, mais aucune mention n'est faite de ce morceau. Des chroniques affirment qu'au cours du spectacle, un acteur déguisé en femme et vêtu de satin blanc, personnifiant l'Église de Constantinople (rôle interprété, selon une hypothèse, par Olivier de la Marche en personne  ), serait entré dans la salle du banquet, chevauchant un éléphant, pour y réciter une « complainte et lamentation d'une voix pitoyeuse et féminine » ( « commença sa complainte et lamentacion à voix piteuse et femmenine » ). Il a été supposé  que le motet de Dufay aurait été joué à cet instant précis ; d'autres auteurs affirment qu'il ne s'agissait que d'une improvisation, et que le motet aurait été écrit plus tard.

## Contenu et structure
C'est une chanson-motet à quatre voix. Elle tire ainsi sa structure non seulement du motet, car elle inclut une ligne de cantus firmus tirée de la voix de ténor d'un plain-chant grégorien, mais aussi de la chanson française, car le seul autre texte à y être interprété, ce dans un timbre plus élevé, est écrit en français. Ses paroles sont issues d'un poème composé en moyen français, interprétant la voix d'une mère qui, éplorée face aux souffrances de son fils, se lamente et s'adresse à Dieu comme étant le père de celui-ci – évoquant à la fois l'image de la Vierge Marie dans la Lamentation du Christ, et la personnification de l'Église en tant que mère mystique des fidèles.
| O tres piteulx de tout espoir fontaine, Pere du filz dont suis mere esplorée, Plaindre me viens a ta court souveraine, De ta puissance et de nature humaine, Qui ont souffert telle durté villaine Faire à mon filz, qui tant m'a hounourée.              | Ô très pitoyeuse fontaine de tout espoir, Père du fils dont je suis la mère éplorée: Je viens complaindre à ta cour souveraine, sur ta puissance et sur la nature humaine, qui ont apporté tant de dures souffrances à mon fils, lui qui m'a tant honoré.                                       |
| Dont suis de bien et de joye separée, Sans qui vivant veule entendre mes plaints. A toy, seul Dieu, du forfait me complains, Du gref tourment et douloureulx oultrage, Que voy souffrir au plus bel des humains. Sans nul confort de tout humain lignage. | Moi qui ne connaît plus de bien ni de joie, sans qu'aucun vivant ne veuille entendre mes plaintes. A toi, seul Dieu, je te soumet ma complainte, sur les grave tourments et douloureux outrages, que je vois subir les meilleurs des hommes. Sans nul confort pour le genre humain tout entier. |

La ligne de ténor est tirée d'une citation remaniée du Livre des Lamentations (1.2), plainte biblique pour la chute de Jérusalem : Omnes amici ejus spreverunt eam, non est qui consoletur eam ex omnibus caris ejus. (« Parmi tous ceux qui l’aimaient, pas un ne la console : tous ses amis l’ont trahie, ils sont devenus ses ennemis. »)